# Chronovisor
Chronovisor được cho là một thiết bị quan sát các sự kiện trong tương lai và quá khứ được mô tả bởi Cha François Brune trong cuốn sách năm 2002 của ông có tựa đề Le nouveau mystère du Vatican ("Bí ẩn mới của Vatican"). Brune là tác giả của một số cuốn sách về hiện tượng siêu linh và tôn giáo. Trong cuốn sách, Brune kể rằng thiết bị này được chế tạo bởi Pellegrino Ernetti (1925–1994), một linh mục và nhà khoa học người Ý. Mặc dù Ernetti là một người thực sự, sự tồn tại hoặc chức năng của Chronovisor chưa bao giờ được xác nhận; khả năng bị cáo buộc của nó gợi nhớ mạnh mẽ đến thiết bị xem thời gian hư cấu có trong tiểu thuyết khoa học viễn tưởng năm 1947 của T. L. Sherred có nhan đề E for Effort.

## Bối cảnh
Đầu những năm 1960, Ernetti bắt đầu nghiên cứu các tác phẩm của François Brune, bản thân ông là một tác giả và linh mục Công giáo La Mã. Ernetti được cho là đã kết thúc việc giúp đỡ Brune chế tạo cỗ máy như một thành viên của một nhóm bao gồm mười hai nhà khoa học nổi tiếng thế giới. Ông nhận ra hai trong số họ là Enrico Fermi và Wernher von Braun. Chronovisor được mô tả là một tủ lớn chứa các ống tia âm cực để xem các sự kiện nhận được và một loạt các nút bấm, đòn bẩy và các cần điều khiển khác để chọn thời gian và vị trí cần xem. Nó cũng có thể xác định vị trí và theo dõi các cá nhân cụ thể. Theo nhà phát minh cho biết cỗ máy này hoạt động bằng cách tiếp nhận, giải mã và tái tạo bức xạ điện từ bị bỏ lại từ các sự kiện trong quá khứ. Nó cũng có thể nhận thành phần âm thanh hoặc sóng âm thanh phát ra từ những sự kiện tương tự.
Ernetti thiếu bằng chứng cứng cho những tuyên bố này. Ông nói rằng ông đã quan sát, trong số các sự kiện lịch sử khác, chẳng hạn như Chúa Kitô bị đóng đinh và còn chụp ảnh được sự kiện này. Một bản sao của hình ảnh này, Ernetti cho biết, xuất hiện trong số ra ngày 2 tháng 5 năm 1972 của tờ La Domenica del Corriere, một tạp chí tin tức hàng tuần của Ý. Tuy nhiên, một bức ảnh gần giống (ảnh phản chiếu) về một tác phẩm điêu khắc gỗ của nhà điêu khắc Lorenzo Coullaut Valera đã xuất hiện và thành công trong việc đưa ra nghi ngờ về tuyên bố của Ernetti.
Sử dụng Chronovisor, Ernetti nói rằng ông đã chứng kiến, trong số những cảnh khác, một màn trình diễn ở Rome vào năm 169 TCN về bi kịch đã bị thất lạc, Thyestes, bởi cha đẻ của thơ Latinh, Quintus Ennius. Dr. Katherine Eldred của trường Đại học Princeton là tác giả của một bản dịch tiếng Anh của văn bản bao gồm như một phụ lục cho bản in của Mỹ trong cuốn sách của Peter Krassa viết về Chronovisor (xem bên dưới). Eldred tin rằng Ernetti thực sự đã tự viết vở kịch được cho là cổ xưa này. Được cung cấp bởi một người họ hàng ẩn danh của Cha Ernetti, từng có một lời thú tội trước giây phút lâm chung, bao gồm trong phiên bản Mỹ của vở kịch này, rằng Ernetti đã tự viết văn bản của vở kịch và "bức ảnh" của Chúa Kitô thực sự là một "lời nói dối". Tuy vậy, theo cùng một "nguồn tư liệu", Ernetti cũng khẳng định rằng cỗ máy này thực sự hoạt động.
Tuy nhiên, Brunei không tin "lời thú nhận" của Ernetti và tin chắc rằng chính quyền đã ép buộc Ernetti thực hiện một lời thú nhận giả dối. Sự tồn tại đầy khả nghi của Chronovisor đã thúc đẩy một loạt các thuyết âm mưu, đại loại như thiết bị này đã bị tịch thu và thực sự được Vatican sử dụng hoặc bởi những người bí mật kiểm soát các chính phủ và nền kinh tế của họ trên toàn thế giới.